# Ladrón Íñiguez
Ladrón Íñiguez (fallecido en 1155), denominado «Ladrón de Navarra» y en sus escritos como princeps navarrorum (príncipe de los navarros), fue un noble del Reino de Navarra en la época de los reyes Alfonso I de Aragón (1104-1134), García Ramírez (1134-1150) y Sancho VI el Sabio (1150-1194). También se le conoce históricamente como Ladrón Íñiguez de Guevara, por ser señor de Guevara en Álava. 

## Vida
Era hijo de Íñigo Vélaz, hijo de Orbita Aznárez de Guipúzcoa, y de Áurea Jiménez, hija de Jimeno Aznárez. El conde Ladrón gobernó el condado de Álava en tenencia desde 1125 o 1130, y en ocasiones también el señorío de Vizcaya y Guipúzcoa. Fue, además, tenente de Aibar, Leguín y Ugar.
En 1124 se rebeló contra Alfonso I el Batallador, rey de Aragón y Pamplona, pero tras ser derrotado, se reconcilió con él y aparece a partir de 1125 como tenente de Álava y Estíbaliz, y poco después disfruta del honor de las fortalezas de Salinas de Añana, Falces y Haro. En 1130, recuperó la confianza del rey hasta convertirse en la principal figura de los territorios que habían detentado Diego López I de Haro y su familia. Como vasallo de Alfonso I acudió a la movilización de la hueste del rey convocada para asediar Bayona (1130-1131) junto a sus hermanos Lope Íñiguez y Fortún Íñiguez. En 1136, Alfonso VII de Castilla invadió las tierras navarras de Álava y llegó hasta la comarca de Estella, donde era tenente el conde Ladrón, quien cayó prisionero y se vio obligado a prestar juramento a Alfonso VII. En septiembre del mismo año, el rey Alfonso le concedió la tenencia de Viguera en la Rioja. Sin embargo, el rey García Ramírez no rompió con la familia del conde, pues los hijos de Ladrón pasaron a gobernar las mismas tenencias que su padre. En la corte castellana se consideró siempre como caballero navarro, de ahí que se refiera a él mismo como Ladrón de Navarra y, años después, que su hijo sea mencionado también como Vela de Navarra. De este modo se explica que Ladrón regresase al reino pamplonés y fuera asignado en sus tenencias (1140), habiendo un año antes ostentando las tenencias de Aibar y Leguín. También había ostentado la tenencia de Inzura (Amescoa Baja). En 1150 figura como señor de Álava y bajo el reinado de Sancho VI se lo vuelve a mencionar como teniente de Aibar. Sus hijos, Vela Ladrón y Lope, son mencionados en 1135 como testigos, después de su padre y los reyes García Ramírez de Pamplona y Margarita de L'Aigle.